# 王彬 (プロレスラー)
王彬（ワン ビン、Wang Bin、1994年4月14日 - ）は、中華人民共和国のプロレスラー。安徽省出身。

## 来歴

### IGF
安徽省体育学院を卒業後、2009年に上海市のスポーツジムで務める。
イノキ・ゲノム・フェデレーションと契約を交わし、2013年12月31日、[INOKI BOM-BA-YE 2013でケンドー・カシンを相手にプロレスラーデビュー。
2014年7月、藤田和之とシングルで対戦。
2015年2月20日、小川直也とタッグを組む。
2016年5月29日、船木誠勝とタッグを組む。

### WWE
2016年6月16日、WWEと契約を交わし入団。傘下団体であるNXTでティアン・ビン（Tian Bing）のリングネームで活動。
2018年10月18日、WWEから解雇される
その後は中国に戻り、働きながら中国で設立されたプロレス団体の主宰を行っている。
2023年9月、アントニオ猪木一周忌に参列するため来日した。

## 得意技
- 中段回し蹴り

## 入場曲
- 遥かなる大地